# Gézier-et-Fontenelay
Gézier-et-Fontenelay település Franciaországban, Haute-Saône megyében. Lakosainak száma 217 fő (2022. január 1.). Gézier-et-Fontenelay Bucey-lès-Gy, Autoreille, Chambornay-lès-Pin, Étuz, Gy, Montboillon, Pin és Vregille községekkel határos.

## Népesség
A település népességének változása:
| Lakosok száma | 190  | 201  | 210  | 211  | 212  | 213  | 214  | 213  | 217  |
|               | 2013 | 2015 | 2016 | 2017 | 2018 | 2019 | 2020 | 2021 | 2022 |